# مقاطعة تشيس (كانساس)
مقاطعة تشيس (بالإنجليزية: Chase County)‏ هي إحدى المقاطعات في ولاية كانساس، الولايات المتحدة الأمريكية.

## معرض صور

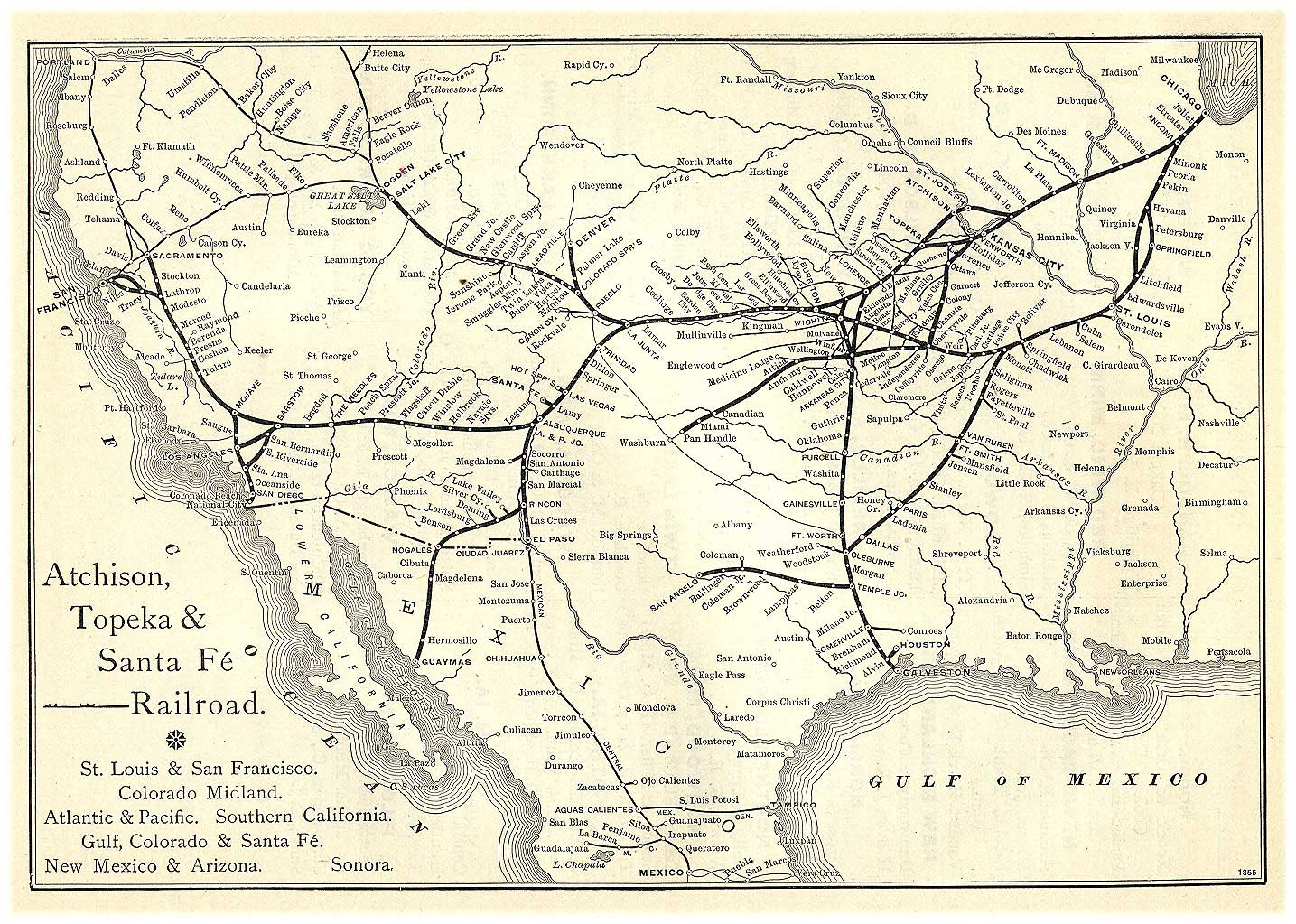
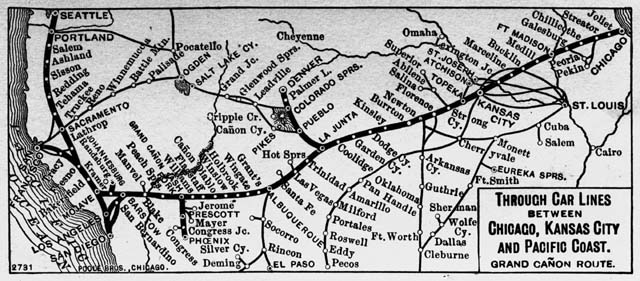
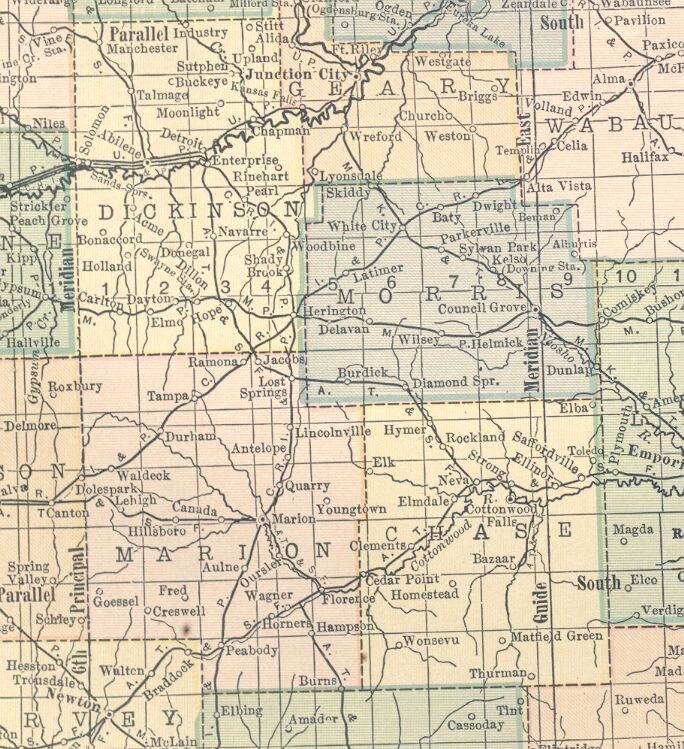
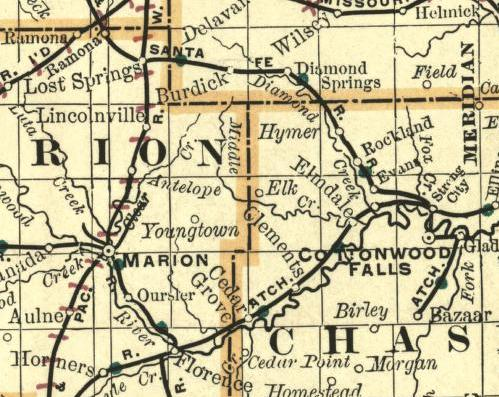
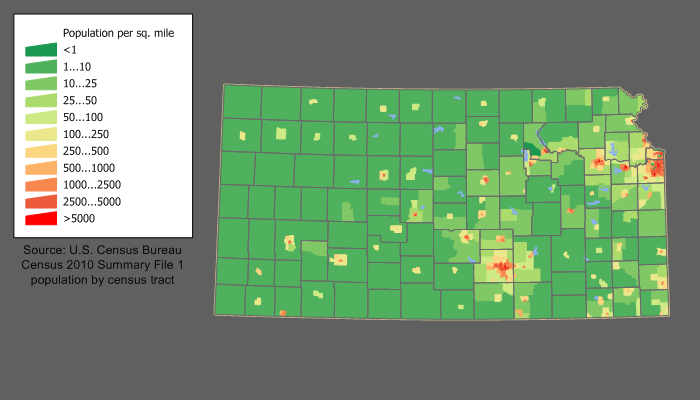